# Hauptstrasse 17
Die Hauptstrasse 17 ist eine Hauptstrasse in der Schweiz.
Sie führt von Leibstadt im Kanton Aargau am Rhein ins Glarnerland und über den Klausenpass ins Urnerland. 

## Bedeutung
Die Hauptstrasse hat auf dem Teilabschnitt zwischen dem Grossraum Zürich und der Linthebene für den motorisierten Individualverkehr nur noch eine untergeordnete Bedeutung, da der motorisierte Transitverkehr dort die Autobahn A3 benutzen kann, die aber im Gegensatz zur Hauptstrasse 17 auf der linken Seite des Zürichsees verläuft. Zwischen Zürich und Rapperswil selbst können die Autobahnen bzw. -strassen A52 und A15 benutzt werden, die aber durch das Zürcher Oberland verlaufen und nicht wie die Hauptstrasse, die dem rechten Ufer des Zürichsees folgt. Die höherklassigen Alternativrouten liegen somit alle etwas abseits. Auf den anderen Abschnitten, vor allem im Glarnerland, stellt die Hauptstrasse 17 die Hauptverbindungsachse dar. 
Im Winter ist die Hauptstrasse auf dem Abschnitt Klausenpass geschlossen.

## Geschichte

### Zürich
Zwischen 1832 und 1850 investierte der Kanton Zürich mehrere Millionen Franken in den Strassenbau. In diesen Jahren entstand die Landstrasse (Strasse zweiter Klasse) von Zürich bis zur Kantonsgrenze bei Feldbach, die 427'989 Franken kostete.

### Glarus
Der systematische Strassenbau im Kanton Glarus begann erst 1835, als der Kanton Glarus eine berufsmässige Strassendirektion errichtete. 1837–1839 entstand die Strasse von Schwanden bis Luchsingen. 1845 war die Fahrstrasse bis Linthal fertiggestellt. Der Klausenpass wurde erst 1899 zur Fahrstrasse ausgebaut. Der Abschnitt zwischen Niederurnen und Glarus ist seit 2020 eine Nationalstrasse (N17).

## Verlauf

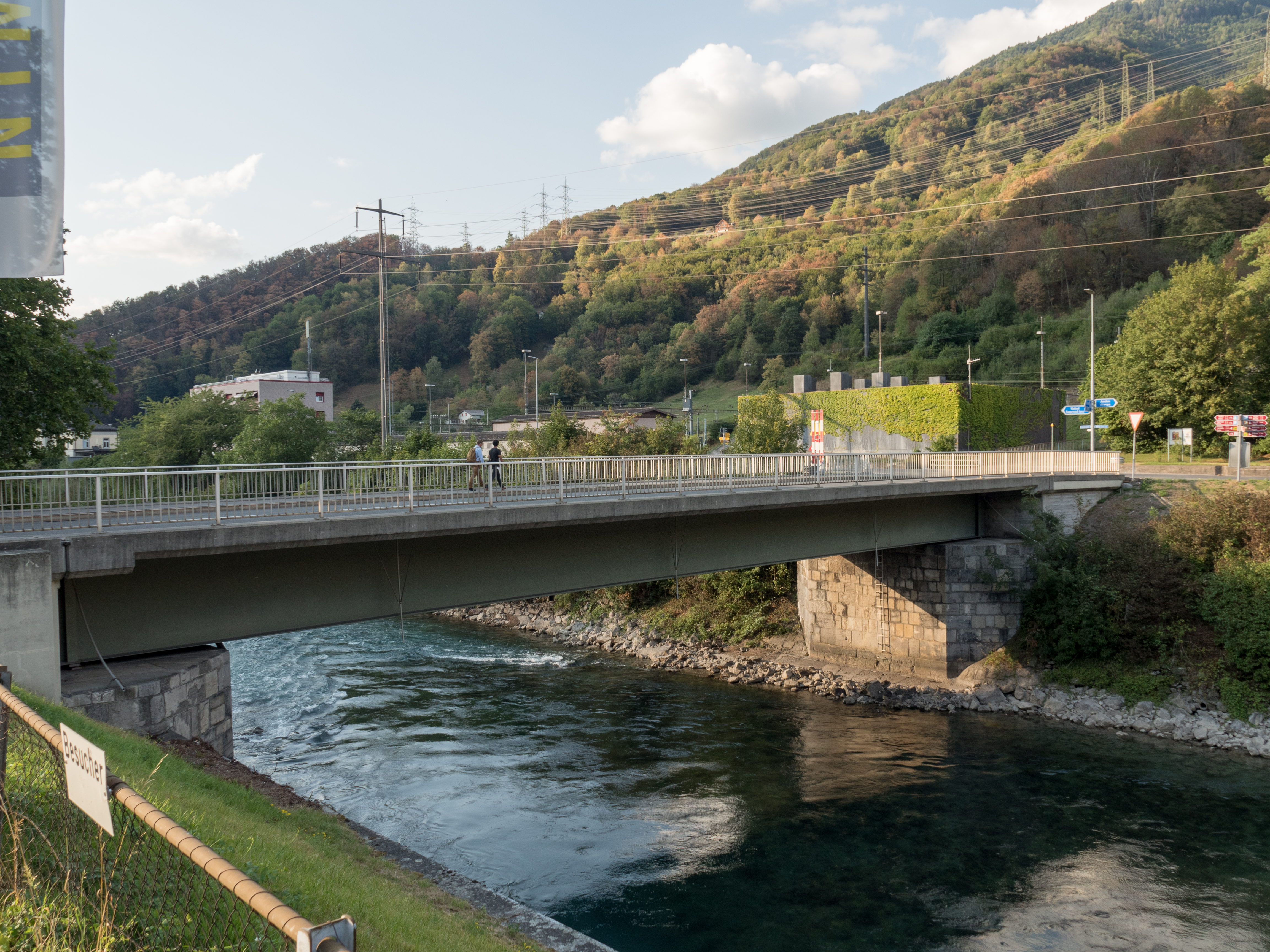
Die Ziegelbrückstrasse-Brücke (Hauptstrasse 17) ist eine interkantonale Brücke über den Linthkanal. Sie verbindet Schänis im Kanton St. Gallen mit Ziegelbrücke im Kanton Glarus.

Die Strasse beginnt in Leibstadt an der Hauptstrasse 7 und führt durch das Zürcher Unterland über Niederweningen und Dielsdorf ins Stadtzentrum von Zürich. Von dort aus führt die Hauptstrasse als rechtsufrige Seestrasse dem Zürichseeufer entlang bis ins sanktgallische Rapperswil. Die Strasse folgt dem Obersee entlang nach Schmerikon. Durch die Linthebene über Kaltbrunn wird Ziegelbrücke erreicht. Dort überquert die Strasse den Linthkanal und gelangt so in den Kanton Glarus, wo die Hauptstrasse die Hauptverbindungsachse ist, der zur Kantonshauptstadt Glarus führt. In Linthal beginnt der Aufstieg zum Klausen. Der Scheitelpunkt liegt auf 1948 m ü. M. Weiter durch das Schächental mündet die Strasse im Urner Hauptort Altdorf in die Hauptstrasse 2, die Gotthardstrasse.
Die Gesamtlänge dieser ganz überwiegend nicht-richtungsgetrennten Durchgangsstrasse beträgt rund 178 Kilometer.